# Pedro Fernández de Quirós

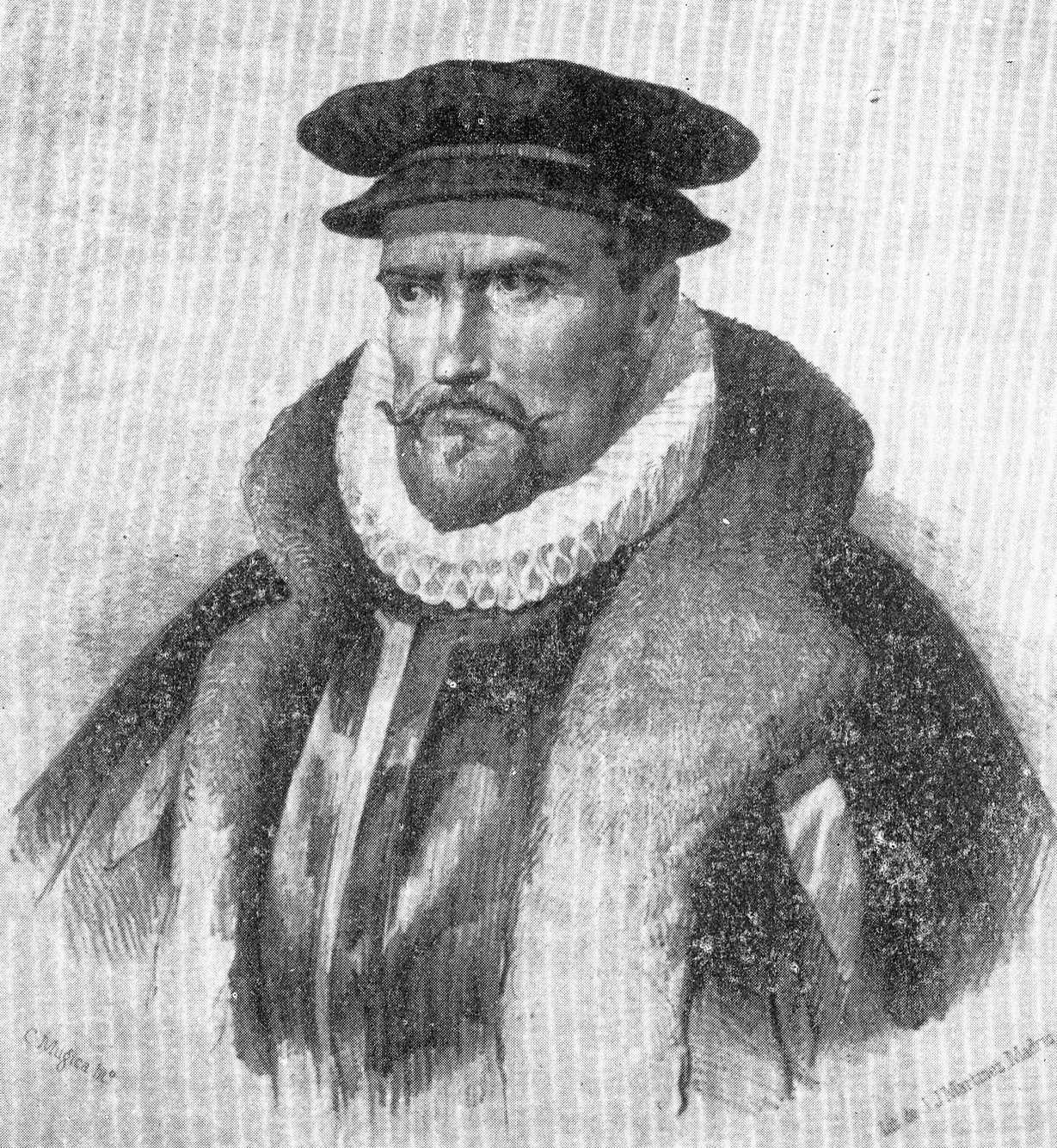
Pedro Fernández de Quirós

Pedro Fernández de Quirós (lub Pedro Queiróz) – hiszpański żeglarz i nawigator pochodzenia portugalskiego, ur. w okolicach Alentejo w południowo-wschodniej Portugalii około roku 1565, zm. w Panamie w roku 1614, towarzysz i główny pilot podróżnika Álvaro de Mendanii w jego nieudanej podróży na Wyspy Salomona w roku 1595.
a
Po śmierci Mendanii i szczęśliwym doprowadzeniu do Manili ostatniego okrętu ekspedycji San Jerónimo, a następnie po przebyciu oceanu i dotarciu do Acapulco pod koniec 1597 r., Quirós wrócił do Hiszpanii, gdzie wkrótce otrzymał posadę nauczyciela geografii syna księcia Sessy, hiszpańskiego ambasadora przy Watykanie.
Quirós był przekonany, że wielki, nieznany Ląd Południowy („Terra Australis”) musi znajdować się niezbyt daleko na południe od wysp, które eksplorował wspólnie z Mendanią. Przebywając w rezydencji ambasadora w Rzymie wystarał się o audiencję u papieża Klemensa VIII, którego zainteresowała perspektywa odkrycia nieznanego kontynentu i ochrzczenia przynajmniej części jego licznych (jak myślano) mieszkańców. Z papieskim listem polecającym udał się wprost do króla Hiszpanii Filipa III, który, w roku 1602 zgodził się sfinansować ekspedycję odkrywczą.
Po wielu opóźnieniach (m.in. spowodowanych rozbiciem statku na Karaibach) Quirós przybył do Callao w Peru, gdzie władze oddały mu do dyspozycji trzy okręty (Capitana, pod jego dowództwem, Almirante i trzeci, nieznany z nazwy). Flotylla opuściła port 21 grudnia 1605 roku wybierając kurs bardziej południowy niż ten, którym dziesięć lat wcześniej płynął Mendaña. Po miesiącu żeglugi okręty dotarły do 26° szer. geogr. południowej, ale burzliwy ocean i przeciwne wiatry zmusiły Quirósa do zmiany kursu na północno-zachodni. W ten sposób dotarł do archipelagu Tuamotu i wylądował na wyspie Anaa (w grupie Wysp Raeffskyego), 200 mil na wschód od Tahiti. Stąd pożeglował prosto na zachód odwiedzając liczne mniejsze wyspy, by wreszcie, 1 maja 1606 r., dostrzec przed sobą znacznie większy obszar ziemi.
Po wylądowaniu, które nastąpiło w dwa dni później, Quirós ogłosił przyłączenie do korony hiszpańskiej wszystkich ziem od tego miejsca po biegun południowy i nazwał odkryty ląd Austrialia del Espíritu Santo. W rzeczywistości była to Manicolo, największa wyspa w archipelagu Nowych Hebrydów. Hiszpanie wznieśli kościół i zaczęli budować osadę, gdy nagle wsiedli na Capitanę i odpłynęli z powodów, które są do dziś niejasne. Quirós zamierzał wrócić na Espíritu Santo, ale przeciwne wiatry pokrzyżowały te plany.
Tymczasem Luis Váez de Torres, kapitan zakotwiczonego nadal u wybrzeży wyspy Almirante, nie mogąc doczekać się powrotu Quirósa, po kilku tygodniach podniósł kotwicę i pożeglował na zachód odkrywając wybrzeża Nowej Gwinei. Quirós i reszta ekspedycji zawrócili na wschód i pod koniec listopada dotarli do Acapulco. Tam dowódca rozwiązał flotyllę i udał się do Madrytu, gdzie w roku następnym wydał własnym kosztem broszurę z opisem swych dokonań. Po przedstawieniu u dworu kilku dalszych propozycji wypraw odkrywczych uzyskał od króla wsparcie nowej ekspedycji na Pacyfik, ale zmarł w drodze do Peru, w Panamie w roku 1614.
W odróżnieniu od swych poprzedników, Magellana i Mendanii, Pedro Fernández de Quirós odkrył w czasie swej podróży wiele archipelagów, w tym, m.in., Nowe Hebrydy i Wyspy Cooka, co upewniło jego następców, że Terra Australis jest niedaleko. Poszukiwano jej też aż po wiek XVIII, a wśród znanych podróżników znaleźli się Louis Antoine de Bougainville oraz James Cook.